# Venturia, North Dakota
Venturia, North Dakota (енгл. Venturia) град је у америчкој савезној држави Северна Дакота.

## Демографија
По попису из 2010. године број становника је 10, што је 13 (-56,5%) становника мање него 2000. године.
| Група             | 2000.       | 2010.       |
| Белци             | 23 (100,0%) | 10 (100,0%) |
| Афроамериканци    | 0 (0,0%)    | 0 (0,0%)    |
| Азијати           | 0 (0,0%)    | 0 (0,0%)    |
| Хиспаноамериканци | 0 (0,0%)    | 0 (0,0%)    |
| Укупно            | 23          | 10          |